# Communauté de communes des Trois Pays
Die Communauté de communes des Trois Pays war ein französischer Gemeindeverband mit der Rechtsform einer Communauté de communes im Département Pas-de-Calais in der Region Hauts-de-France. Sie wurde am 27. Dezember 1996 gegründet und umfasste 23 Gemeinden. Der Verwaltungssitz befand sich im Ort Guînes.

## Historische Entwicklung
Am 1. Januar 2017 wurde der Gemeindeverband mit der Communauté de communes du Sud-Ouest du Calaisis mit Ausnahme der Gemeinden Fréthun, Hames-Boucres, Les Attaques und Nielles-lès-Calais zur neuen Communauté de communes Pays d’Opale zusammengeschlossen.

## Ehemalige Mitgliedsgemeinden
1. Alembon
2. Andres
3. Ardres
4. Autingues
5. Bainghen
6. Balinghem
7. Bouquehault
8. Boursin
9. Brêmes
10. Caffiers
11. Campagne-lès-Guines
12. Fiennes
13. Guînes
14. Hardinghen
15. Herbinghen
16. Hermelinghen
17. Hocquinghen
18. Landrethun-lès-Ardres
19. Licques
20. Louches
21. Nielles-lès-Ardres
22. Rodelinghem
23. Sanghen